# Bauhinia multinervia
Petit flamboyant
Espèce
Statut de conservation UICN

 LC  : Préoccupation mineure
Bauhinia multinervia, le Petit flamboyant, est une espèce de plantes à fleurs de la famille des Fabaceae. Son aire de répartition naturelle s'étend des Petites Antilles au nord de l'Amérique du Sud. C'est un arbre qui pousse principalement dans le biome tropical humide.

## Description
Bauhinia multinervia est un petit arbre qui peut atteindre 6 à 12 m de hauteur et au moins 30 cm de diamètre. Les arbres, à la durée de vie réduite, peuvent croître annuellement de un mètre voire plus. Les tiges sont principalement droites et la couronne de l'arbre est de densité moyenne. L'écorce est gris-brun et fibreuse. Les feuilles de Bauhinia multinervia sont de forme elliptique, arrondies à la base et fendues d'un tiers à la moitié de leur longueur. Chaque feuille a onze nervures proéminentes. Les pétioles des feuilles mesurent de 1,2 à 4,5 cm de long. Les feuilles, les pétioles, les stipules et les jeunes branches sont tous pubescents.
Le bois est de couleur rougeâtre, à grain fin et facile à finir. Les Bauhinia spp. fleurissent en 3 ou 4 ans. Les fleurs de Bauhinia multinervia poussent en racèmes terminaux ou en panicules et ont dix étamines. Les cinq pétales linéaires, griffus et quelque peu allongés sont blancs et mesurent de 80 à 120 mm de long sur 5 à 10 mm de large. Le calice mesure de 80 à 120 mm de long. Les gousses mesurent de 22 à 31 cm de long et de 2,3 à 2,8 cm de large. Bauhinia multinervia peut produire des graines en quatre ans.

## Répartition
Ce taxon se rencontre dans les pays suivants : Antigua-et-Barbuda, Guadeloupe, Martinique, Saint-Christophe-et-Niévès, Saint-Vincent-et-les-Grenadines, Sainte-Lucie, Suriname, Trinité-et-Tobago, Venezuela. Il est présent dans les régions recevant entre 1 500 et 2 500 mm de précipitations annuelles, B. multinervia est un arbre se reproduisant facilement et peut probablement, comme certains de ses parents, s'adapter facilement. Il préfère les sols de fertilité moyenne et dont le pH est compris entre 5,0 et 7,0. Il ne tolère pas les sites pauvres.
Les arbres ont généralement besoin d'être perturbés pour s'établir.

## Systématique
Le nom correct complet (avec auteur) de ce taxon est Bauhinia multinervia (Kunth) DC..
L'espèce a été initialement classée dans le genre Pauletia sous le basionyme Pauletia multinervia Kunth.
Ce taxon porte en français le nom vernaculaire ou normalisé suivant : Petit flamboyant,.
Bauhinia multinervia a pour synonymes :
- Bauhinia glaucescens (Kunth) DC.
- Bauhinia megalandra Griseb.
- Pauletia glaucescens Kunth
- Pauletia multinervia Kunth